# Siegfried Mattl
Siegfried Mattl (* 26. Februar 1954 in Mürzzuschlag; † 25. April 2015 in Wien) war ein österreichischer Historiker und Leiter des Ludwig-Boltzmann-Instituts für Geschichte und Gesellschaft.

## Laufbahn
Mattl studierte nach der Matura 1972 am Neusprachlichen Gymnasium Mürzzuschlag von 1972 bis 1980 an der Universität Wien Geschichte und Politikwissenschaft. Während seines Studiums war Mattl Mitglied der Gruppe Revolutionäre Marxisten beziehungsweise der Sozialistischen Alternative und galt auch später als der Arbeiterbewegung und der Linken nahestehend. 1980 wurde er bei Erika Weinzierl mit der Dissertation Agrarstruktur, Bauernbewegung und Agrarpolitik in Österreich 1919-1929 zum Dr. phil. promoviert.
Danach war er unter anderem als Ausstellungskurator aktiv. 1983 wurde er Wissenschaftlicher Sekretär des Projektteams Zeitgeschichte im Bundesministerium für Wissenschaft und Forschung und 1984 wissenschaftlicher Mitarbeiter des Ludwig-Boltzmann-Instituts (LBI) für Geschichte und Gesellschaft in Wien. Ab 1986 wirkte er zunächst als Lektor und ab seiner Habilitation 1996 als Dozent für Neuere Geschichte mit besonderer Berücksichtigung der Zeitgeschichte am Institut für Zeitgeschichte der Universität Wien sowie als wissenschaftlicher Mitarbeiter. Er unterrichtete auch regelmäßig an anderen Universitäten, Gastprofessuren hatte er etwa in Linz und Budapest.
Ab 2005 war Mattl wissenschaftlicher Leiter des LBI für Geschichte und Gesellschaft. Er forschte unter anderem über Kultur-, Stadt- und Mediengeschichte. Filmkunst und Kino nahmen in seinen wissenschaftlichen Arbeiten breiten Raum ein. Außerdem fungierte er als Vorstandsmitglied der Österreichischen Gesellschaft für Zeitgeschichte und als Mitglied des wissenschaftlichen Beirats des Wien Museums und des Österreichischen Museums für Volkskunde. Er war in den Forschungsnetzwerken Internationales Forschungszentrum Kulturwissenschaften, Verein für Geschichte der Arbeiterbewegung und BTWH–Emergence of Modernity aktiv. Überdies war er Redaktionsmitglied der Fachzeitschriften Zeitgeschichte (ab 1986) und Zeitschrift für Kulturwissenschaften (ab 2007).
Mattl war mit der Direktorin der Wienbibliothek im Rathaus, Sylvia Mattl-Wurm verheiratet.

## Auszeichnungen
- 1994 Victor-Adler-Staatspreis für Geschichte sozialer Bewegungen

## Schriften (Auswahl)
- Agrarstruktur, Bauernbewegung und Agrarpolitik in Österreich 1919–1929 (= Veröffentlichungen zur Zeitgeschichte. Band 1). Geyer, Wien u. a. 1981.
- mit Raimund Löw, Alfred Pfabigan: Der Austromarxismus – eine Autopsie. 3 Studien. Isp-Verlag, Frankfurt am Main 1986, ISBN 3-88332-115-X.
- mit Karl Stuhlpfarrer: Angewandte Wissenschaft im Nationalsozialismus. Großraumphantasien, Geopolitik, Wissenschaftspolitik. In: Gernot Heiß, Siegfried Mattl, Sebastian Meissl, Edith Saurer und Karl Stuhlpfarrer (Hrsg.): Willfährige Wissenschaft. Die Universität Wien 1938 bis 1945. (= Österreichische Texte zur Gesellschaftskritik. Band 43), Verlag für Gesellschaftskritik, Wien 1989, S. 283–301.
- mit Werner Michael Schwarz (Hrsg.): Felix Salten, Schriftsteller – Journalist – Exilant. [Anlässlich der Ausstellung „Felix Salten. Schriftsteller – Journalist – Exilant“ im Jüdischen Museum der Stadt Wien vom 5. Dezember 2006 bis 18. März 2007] (= Wiener Persönlichkeiten. Band 5). Holzhausen, Wien 2006, ISBN 978-3-85493-128-7.
- mit Gerhard Botz, Stefan Karner, Helmut Konrad (Hrsg.): Krieg, Erinnerung, Geschichtswissenschaft (= Veröffentlichungen des Clusters Geschichte der Ludwig-Boltzmann-Gesellschaft. Band 1). Böhlau, Wien 2009, ISBN 978-3-205-78193-6.
- Die Strahlkraft der Stadt. Schriften zu Film und Geschichte. (= Drehli Robnik [Hrsg.]: FilmmuseumSynemaPublikationen. Band 27), Wien 2016, ISBN 978-3-901644-66-5.